# Virpi Kuitunen
Virpi Katriina Kuitunen (Kangasniemi, 20 de mayo de 1976) es una deportista finlandesa que compitió en esquí de fondo. 
Participó en dos Juegos Olímpicos de Invierno, obteniendo en total dos medallas de bronce, en Turín 2006 en la prueba de velocidad por equipo (junto con Aino-Kaisa Saarinen) y en Vancouver 2010 en la prueba de relevo (con Pirjo Muranen, Riitta-Liisa Roponen y Aino-Kaisa Saarinen).
Ganó ocho medallas en el Campeonato Mundial de Esquí Nórdico entre los años 2001 y 2009.

## Palmarés internacional
| Juegos Olímpicos   | Juegos Olímpicos          | Juegos Olímpicos  | Juegos Olímpicos     |
| Año                | Lugar                     | Medalla           | Prueba               |
| ------------------ | ------------------------- | ----------------- | -------------------- |
| 2006               | Turín (Italia)            | Medalla de bronce | Velocidad por equipo |
| 2010               | Vancouver (Canadá)        | Medalla de bronce | Relevo 4 × 5 km      |
| Campeonato Mundial |                           |                   |                      |
| Año                | Lugar                     | Medalla           | Prueba               |
| 2001               | Lahti (Finlandia)         | Medalla de oro    | 5 km + 5 km          |
| 2005               | Oberstdorf (Alemania)     | Medalla de plata  | 30 km                |
| 2007               | Sapporo (Japón)           | Medalla de oro    | Velocidad por equipo |
| 2007               | Sapporo (Japón)           | Medalla de oro    | 30 km                |
| 2007               | Sapporo (Japón)           | Medalla de oro    | Relevo 4 × 5 km      |
| 2007               | Sapporo (Japón)           | Medalla de bronce | Velocidad individual |
| 2009               | Liberec (República Checa) | Medalla de oro    | Velocidad por equipo |
| 2009               | Liberec (República Checa) | Medalla de oro    | Relevo 4 × 5 km      |